# Ahmed Kathrada
Ahmed Mohamed Kathrada (21 de agosto de 1929- 28 de marzo de 2017), más conocido como "'Kathy' ", fue un político sudafricano, activista anti-apartheid y preso político.
La participación de Kathrada en las actividades contra el apartheid del Congreso Nacional Africano (ANC) lo llevó a su encarcelamiento a largo plazo después del juicio de Rivonia. Fue detenido en Robben Island y Pollsmoor Prison con Nelson Mandela y Walter Sisulu.
Después de su liberación en 1990, fue elegido para servir como miembro del parlamento, representando al ANC.
Kathrada murió en un centro médico en Johannesburgo debido a complicaciones de un coágulo de sangre en el cerebro el 28 de marzo de 2017, de 87 años.